# بينجامين أيريس
بينجامين أيريس (بالإنجليزية: Benjamin Ayres)‏ (و. 1977  م) هو ممثل مسرحي، وممثل أفلام كندي، ولد في كاملوبس، كولومبيا البريطانية.

## وصلات خارجية
- بينجامين أيريس على موقع IMDb (الإنجليزية)
- بينجامين أيريس على موقع ألو سيني (الفرنسية)
- بينجامين أيريس على موقع أول موفي (الإنجليزية)
- بينجامين أيريس على موقع قاعدة بيانات الأفلام السويدية (السويدية)
- بينجامين أيريس على موقع قاعدة بيانات الفيلم (الإنجليزية)
- بينجامين أيريس على موقع كينوبويسك (الروسية)